# KDE 1
KDE 1 je bila prva uradna in javnosti dostopna izdaja grafičnega okolja K Desktop Environment. V tej generaciji sta bili izdani dve glavi podizdaji.
V obvestilu o izidu KDE 1.0 je moštvo razvijalcev opredelilo razloge za projekt:
| “ | KDE je pretočno, sodobno namizno okolje za UNIX delovne postaje. KDE poskuša zadovoljiti potrebe po za uporabo preprostem namizju za UNIX delovne postaje, podobnem namiznim okoljem, ki jih najdemo v Mac OS ali Windowsu NT. Verjamemo, da je UNIXU najbolj izpopolnjen operacijski sistemimed dandanes razpoložljivimi. V resnici je bil UNIX dolgo nesporna izbira za profesionalne informacijske tehnologije. Kadar govorimo o stabilnosti, prilagodljivosti in odprtosti ni primerjave UNIXu. Vendar prav pomanjkanje za uporabo preprostega in hkrati modernega namizja je UNIX preprečilo prevlado med tipičnimi uporabniki namiznih računalnikov, v pisarnah in doma. Z namiznim okoljem KDE je tu za uporabo preprosto in sodobno namizje za te sisteme. Skupaj s prosto implementacijo na UNIXu podobnih sistemih, kot je Linux, UNIX/KDE tvori popolnoma svobodno in prosto računalniško platformo brezplačno dostopno vsakomur skupaj z izvorno kodo, ki jo lahko spreminja vsakdo. Medtem ko bo vedno dovolj prostora za izboljšave, verjamemo da bo KDE postal uveljavljena alternativa kateremu izmed bolj običajnih kombinacij operacijskih sistemov in namizij razpoložljivih danes. Naše upanje je, da bo kombinacija UNIX/KDE končno prinesla odprtost, zanesljivost, stabilnost v računalniški svet in ga osvobodila monopola. | ” |
|   | — KDE 1.0 Release Announcement |   |

Prva večja posodobitev, KDE 1.1, je bila občutno hitrejša, bolj stabilna in je vključila veliko manjših izboljšav. Prav tako je vključila nov nabor ikon, ozadij in tekstur, ki so še vedno vključene v paket kdeartwork.

## Plan izida
| Datum             | Dogodek |
| 1.0               | 1.0     |
| ----------------- | ------- |
| 12. julij 1998    | KDE 1.0 |
| 1.1               |         |
| 4. marec 1999     | KDE 1.1 |
| 4. maj 1999       | 1.1.1   |
| 6. september 1999 | 1.1.2   |